# Międzynarodowe Centrum Edukacji o Auschwitz i Holokauście
Międzynarodowe Centrum Edukacji o Auschwitz i Holokauście – utworzone w 2005 roku w ramach Państwowego Muzeum Auschwitz-Birkenau, centrum rozwija wszystkie płaszczyzny edukacji realizowane w Miejscu Pamięci Auschwitz-Birkenau przez Muzeum.
Głównymi etapami tworzenia Centrum były:
1. decyzja wpisująca utworzenie takiego centrum w II etap Oświęcimskiego Strategicznego Programu Rządowego;
2. decyzja Rady Ministrów z dnia 25 stycznia 2005 akceptująca projekt Centrum,
3. podpisanie w dniu 27 stycznia 2005 roku oraz w następujących miesiącach Aktu Założycielskiego przez kilkuset b. więźniów z Simone Veil i Władysławem Bartoszewskim na czele,
4. decyzja Ministra Kultury z maja 2005, regulująca strukturalne kwestie powstania Centrum.

Praca Centrum opiera się na przyjętej nowej metodologii, opartej na 3 etapach pełnej edukacji w Miejscu Pamięci:
- pamięć;
- świadomość;
- odpowiedzialność.

Programy realizowane są z wieloma partnerami zagranicznymi, wśród których w stałej współpracy są m.in. Jad Waszem, Rada Europy, poszczególne instytucje pamięci o Zagładzie oraz uniwersytety. Centrum proponuje osobom i grupom zainteresowanym pogłębieniem wiedzy szereg zajęć specjalistycznych, skierowanych przede wszystkim do nauczycieli, naukowców, studentów, młodzieży szkolnej i innych grup docelowych. Są to różnego rodzaju studia, seminaria, konferencje, pobyty studyjne, wykłady, warsztaty, prelekcje i prezentacje multimedialne. Ponadto MCEAH wydaje własne wydawnictwa edukacyjne, w tym: pakiety dydaktyczne i konspekty lekcji.
MCEAH organizuje również nabór, pracę i ciągłe szkolenie przewodników-edukatorów, którzy oprowadzają grupy po terenach byłego obozu.
W uznaniu wybitnych zasług na polu edukacji o Auschwitz i Holokauście, MCEAH przyznaje począwszy od 2012 roku nagrodę „Światło Pamięci”.
Centrum posiada od 2019 roku swoją siedzibę w budynku tzw. Teathergebäude przy terenach b. obozu Auschwitz-Birkenau. Dyrektorem MCEAH jest Andrzej Kacorzyk, będący również wicedyrektorem Państwowego Muzeum Auschwitz-Birkenau.
W latach 2016-2024 MCEAH posiadało własną radę, w roku 2024, jej funkcję przejęła rada muzeum Auschwitz-Birkenau.